# Joseph-Marie Squinabol
Ce fichier ne dispose d'aucune information concernant sa source ou son origine, ou bien ces informations ne sont pas fiables (voir les règles d'utilisation des images). Si vous pouvez apporter des précisions satisfaisantes, merci de compléter la description et de supprimer cet avertissement.
Joseph-Marie Squinabol, italianisé en Giuseppe Maria Squinabol (1834-1915), fut professeur aux gymnases royaux de Turin, professeur de littérature française en cette ville, traducteur, éthnologue, auteur et journaliste italien. Il est le père du géologue Senofonte Squinabol.

## Vie et activités
Joseph-Marie Squinabol est né à Donnas en 1834, de parents originaires de Lillianes.
Il se maria vers 1858 avec Silvia Zelmira Pessina, née en 1837 à Côme, fille de Joseph et de Rose Pinchetti. De leur union naquit au moins un fils : Senofonte Squinabol, géologue, botaniste et paléontologue. Son épouse décéda à Gênes le 13 septembre 1895, à l'âge de cinquante-huit ans.
En 1859, il fut nommé professeur substitut de grammaire au Collège Saint-Bénin à Aoste.
Vers 1862, il était le directeur et un des rédacteurs du journal valdôtain Feuille d'Aoste. Dans ce journal, il publia de nombreux articles sur la question de la langue française en Vallée d'Aoste. Il est nommé dès 1857 secrétaire du journal et publia son premier article nommé Statistique Criminelle en août de cette même année.
Il fut, durant trente-cinq ans, professeur aux gymnases royaux à Turin. Dans cet établissement, il fut notamment professeur de littérature française. Par ces capacités en français, il traduisit de nombreux ouvrages de médecine, pour être présentés au congrès médical de Genève et enseigna dans des écoles primaires mais aussi dans des conférences magistrales.
Il publia, en 1882, avec l'aide de son ami Lin-Louis Christillin (1814-1904), un mémoire de l'enseignement de la langue française où sont reprises les précédentes études sur l'usage de cette langue dans la Vallée d'Aoste.
Durant l'année 1884, il est nommé professeur de première classe au gymnase royal de Sanremo.
Lors de sa retraite, en 1893, il reçut le titre de chevalier de l'ordre de la couronne d'Italie.
Joseph-Marie Squinabol passa sa retraite chez son fils à Turin, jusqu'à son décès le 10 septembre 1915.